# Trimorphomyces papilionaceus
Trimorphomyces papilionaceus är en svampart som beskrevs av Bandoni & Oberw. 1983. Trimorphomyces papilionaceus ingår i släktet Trimorphomyces och familjen Tremellaceae.   Inga underarter finns listade i Catalogue of Life.